# Rob Beckett
Robert Joseph Anthony Beckett é um comediante, apresentador e ator inglês. Ele foi um dos apresentadores no ... ITV2 spin-off show Sou uma celebridade...Tirem-me daqui! Agora! de 2012 a 2014. Desde 2016, Beckett tem sido uma capitã de equipe na E4 painel mostrar 8 em 10 gatos e o narrador do reality show As Celebridades Namoram. Ele apresenta BBC One série de entretenimento Vencedores Do Dia Do Casamento e Todos Juntos Agora.

## Juventude
Beckett nasceu em Mottingham, Londres. Ele tem quatro irmãos. Ele frequentou a Escola Primária de Edgebury conhecida, então, como Coopers School em Chislehurst.
Ele estudou Gestão de Turismo na Universidade da Igreja Cristã de Canterbury em Kent de 2004 a 2007.

## Carreira

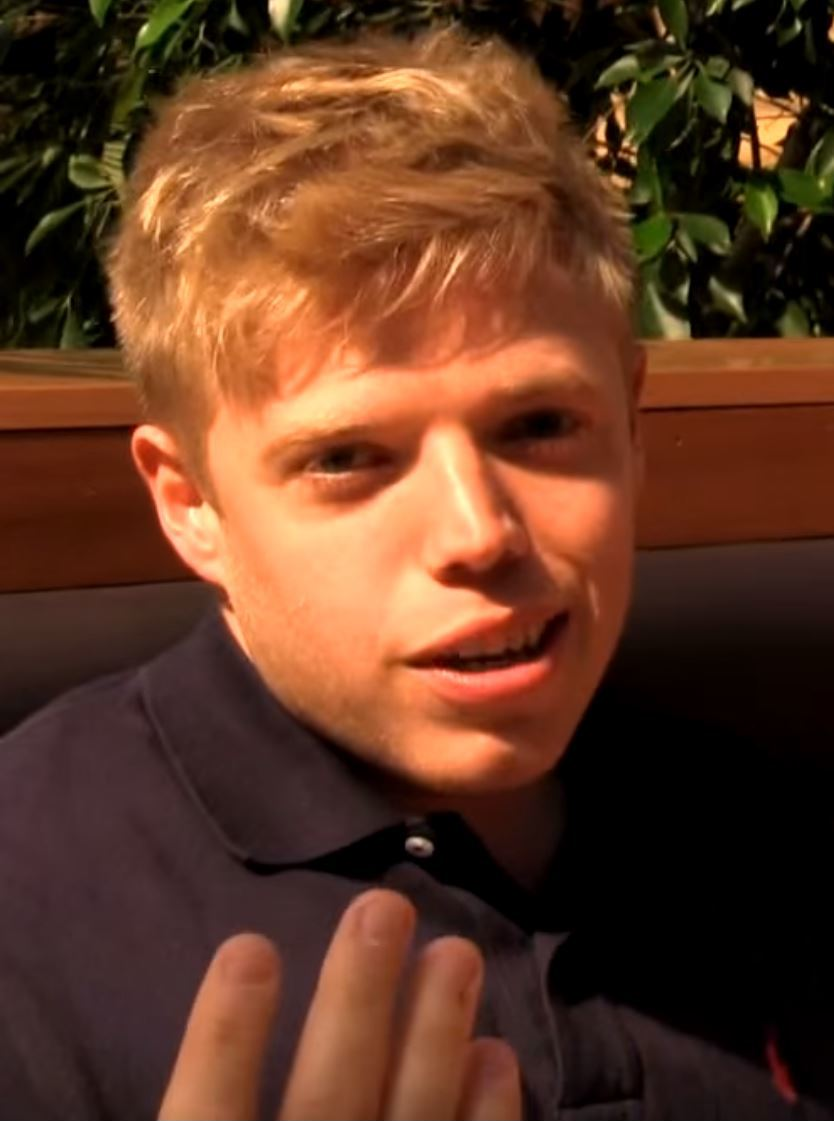
Beckett no Edinburgh Festival Fringe em 2012

Beckett começou a se apresentar como comediante em 2009. Seu desempenho resultou em sendo o terceiro melhor em So You Think You're Funny, e vencendo o Amused Moose Laugh-Off o qual rendeu a ele um convite para se apresentar no Adelaide Fringe Festival na Australia. Em Adelaide, Beckett foi nomeado para o prêmio de melhor estreante em 2011. Ele estreou no Edinburgh Fringe Festival em 2012 com sua apresentação solo "Rob Beckett's Summer Holiday".
Em 2011, Beckett fez uma participação especial como Mike na série da Channel 4, Fresh Meat.
De 2012 até 2014, Beckett foi um dos apresentadores de I'm a Celebrity...Get Me Out of Here! NOW!, o programa extra da ITV2. Ele apresentou o show com Laura Whitmore e Joe Swash. Ele anunciou  sua saída do show em outubro de 2015, para concentrar-se em sua turnê. Ele foi substituído por David Morgan.
Beckett também apresentou o Rock'N'Roll Football Sunday show na Absolute Radio de agosto de 2014 até 2018.
Ao lado do colega comediante Ian Smith e do ex-jogador de futebol Jimmy Bullard, Beckett apresenta o podcast de comédia e futebol no canal de televisão do Reino Unido Dave's The Magic Sponge: an irreverent look at the lives of professional footballers.
Beckett narrou a temporada de 2016 da E4, Celebs Go Dating.  Em fevereiro de 2017, a segunda temporada de Celebs Go Dating foi ao ar com ele escrevendo e narrando mais uma vez, desta vez com celebridades de outros continentes. Desde 2016, Beckett tem sido um capitão de time no painel do show da More4, 8 Out of 10 Cats.
Beckett foi um competidor regular e eventual vencedor na terceira temporada de Taskmaster, que foi ao ar em outubro de 2016. Em 2018, ele apresentou o Wedding Day Winners, com Lorraine Kelly, e All Together Now, com Geri Halliwell, ambas séries de entretenimento de sábado a noite da BBC One. No ano seguinte, em 2019, Beckett começou a apresentar uma série de TV da Sky, Rob & Romesh vs... onde ele, colegas da comédia e o apresentador Romesh Ranganathan viajam pelo mundo, mergulham nas vidas e nas carreiras de celebridades e encaram vários desafios.
Em abril de 2020, Beckett apresentou um podcast chamado Lockdown Parenting Hell, com o colega comediante Josh Widdicombe. A dupla frequentemente entrevista celebridades a respeito dos desafios e das dificuldades de ser pai e mãe durante o confinamento por causa do corona vírus.

## Filmografia

### Televisão
| Ano             | Título                                          | Função                                 | Notas                                      |
| --------------- | ----------------------------------------------- | -------------------------------------- | ------------------------------------------ |
| 2011            | Carne fresca                                    | Mike                                   |                                            |
| 2012–2014       | Eu sou uma celebridade. . Tire-me daqui! AGORA! | Co-apresentador                        | 3 temporadas                               |
| 2013–2016       | Zoe a semana                                    | Painelista recorrente                  | 5 temporadas(20 episódios)                 |
| 2016 – presente | Celebridades vão namorar                        | Narrador                               | 8 temporadas (182 episódios) até o momento |
| 2016 – presente | 8 de 10 gatos                                   | Capitão do time                        | 4 temporadas (da série 19 em diante)       |
| 2016            | Capataz                                         | Competidor                             |                                            |
| 2017            | Comic Relief                                    | Co-apresentador                        | 1 episódio                                 |
| 2017            | The One Show                                    | Apresentador convidado / ele mesmo     | 8 episódios                                |
| 2017            | Comedy Playhouse : Static                       | Roubar                                 |                                            |
| 2017            | Anthony Joshua vs Rob & Romesh                  | Co-apresentador com Romesh Ranganathan |                                            |
| 2018            | Vencedores do Dia do Casamento                  | Co-apresentador com Lorraine Kelly     | 1 temporada (6 episódios)                  |
| 2018–2019       | Todos juntos agora                              | Apresentador                           | 2 temporadas e 1 especial                  |
| 2018            | Rob Beckett está jogando para ganhar tempo      | Apresentador                           |                                            |
| 2019 - presente | Rob & Romesh vs. .                              | Co-apresentador com Romesh Ranganathan |                                            |
| 2019            | Knock Knock                                     | Apresentador                           | Episódio Piloto                            |
| 2019 - presente | Head Hunters                                    | Apresentador                           | 1 temporada (30 episódios)                 |
| 2021-presente   | Programa de TV de Paul Sinha                    | Capitão do time                        | 1 temporada (6 episódios)                  |
| 2021            | A grande celebridade para enfrentar o câncer    | Competidor                             | Temporada 4, episódio 1                    |
| 2021            | Inegável de Rob Beckett                         | Apresentador                           |                                            |

### Filme
| Ano  | Título    | Papel        | Notas |
| ---- | --------- | ------------ | ----- |
| 2021 | Cinderela | Thomas Cecil |       |

## Vida pessoal
Beckett anunciou em um episódio de novembro de 2014 do show 8 em 10 gatos que ele havia se casado.
Em setembro de 2016, Beckett anunciou no canal do YouTube dele que ele havia tido um filho recentemente.
Em março de 2019, Beckett contou para o anfitrião de radio Ken Bruce na Radio 2 que ele tem filhas.
Beckett é um torcedor do Arsenal FC. 

## Ligações externs
- Sítio oficial
- Rob Beckett no Instagram
- Rob Beckett no X
- Rob Beckett. no IMDb.